# Georges Cogordan
François Georges Cogordan, ou George Cogordan, né à Lyon le 16 mai 1849 et mort à Paris le 21 mars 1904 est un diplomate et écrivain français.
Il a épousé la fille de Charles Duclerc, dont il a eu une fille.

## Biographie

### Jeunesse et études
Georges Cogordan étudie à l'Institution des Chartreux, puis à l'École libre des sciences politiques.

### Carrière diplomatique
Georges Cogordan devient attaché au ministère des Affaires étrangères le 23 mai 1874 puis nommé représentant de la France à Pékin le 15 octobre 1885 et nommé ministre plénipotentiaire. Il négocie le Traité d'amitié et de commerce entre la France et la Corée en 1886.
Il devient consul général du Caire en 1894.

### Carrière politique
En 1890 il est chef de cabinet d'Alexandre Ribot.
En 1902 il devient directeur des affaires politiques puis conseiller d’État et conseiller général des Basses-Alpes.

## Publications
Il a écrit divers articles dans la Revue des deux Mondes et un livre : Droit des gens, la Nationalité au point de vue des rapports internationaux.
Il a écrit en 1894 une biographie de Joseph de Maistre (librairie Hachette).

## Distinctions
Georges Cogordan est fait chevalier de la Légion d'honneur le 4 juillet 1882, promu officier le 13 juin 1885 et commandeur le 6 novembre 1899.